# Matthias Becker (Fußballspieler)
Matthias Becker (* 19. April 1974 in Frankfurt am Main) ist ein ehemaliger deutscher Fußballspieler.

## Karriere
Nachdem er zuvor in den Jugendmannschaften der DJK Zeilsheim gespielt hatte, kam Matthias Becker 1987 zur Frankfurter Eintracht. In der Saison 1993/94 wurde er zunächst als Vertragsamateur in den Profikader des Teams aufgenommen. Sein Debüt in der Bundesliga gab der talentierte Stürmer am 19. März 1994 beim Spiel gegen Dynamo Dresden am 26. Spieltag dieser Saison. Eine starke Leistung krönte er in der 29. Spielminute mit seinem Tor zum 1:0 (die Eintracht gewann das Spiel mit 4:0 Toren). So auf sich aufmerksam gemacht habend, wurde er noch am selben Tag in das Aktuelle Sportstudio des ZDF eingeladen und erzielte beim obligatorischen Torwandschießen fünf Treffer – womit er den noch immer geltenden Rekord einstellte. Bis zum Ende dieser Saison kam er noch zweimal zum Einsatz.
In der darauffolgenden Spielzeit musste er sich vorwiegend mit der Rolle des Jokers begnügen, welche er in 11 Kurzeinsätzen mit 2 Toren erfüllte. Nach dem Weggang der Stürmerstars Jan Furtok und Anthony Yeboah gelang ihm in der Saison 1995/96 der Durchbruch und er wurde zum Stammspieler. Allerdings trug auch seine schwache Torquote von nur einem Tor in 23 Einsätzen maßgeblich zum Abstieg der Frankfurter Eintracht 1996 bei. Trotzdem blieb er dem Verein treu und folgte ihm 1996/97 in die 2. Bundesliga. Obwohl er unter Trainer Dragoslav Štepanović als Stürmer gesetzt war, erzielte er in 28 Einsätzen erneut nur 5 Tore. Nachdem der sofortige Wiederaufstieg der Eintracht misslungen war, wechselte er zur neuen Saison wieder in die 1. Bundesliga zum VfB Stuttgart. Dort brachte er es 1997/98 zu 8 Einsätzen und wechselte zur Saison 1998/99 zum damaligen Zweitliga-Club Hannover 96. Auch diese Station war nicht von Erfolg gekrönt (5 Einsätze), so dass er nach Ende der Saison zum Liga-Rivalen Kickers Offenbach ging. Zurück in seiner Heimat wurde er bei den Kickers zum Führungsspieler, konnte aber den Abstieg seiner Mannschaft 2000 nicht verhindern. Er folgte ihr in die Regionalliga Süd und spielte bis zur Saison 2001/2002 weitere 32 Mal für diesen Verein, bis er sich beim 9. Spieltag am 22. September 2001 im Spiel gegen die Stuttgarter Kickers bei einem Zweikampf eine schwere Knieverletzung zuzog. Nach mehrmonatiger Verletzungspause musste er feststellen, dass die Verletzung zu schwerwiegend war, und er beendete seine Karriere.
Nach seiner Fußballzeit absolvierte er eine Ausbildung zum Mechatroniker. Heute lebt er mit seiner Frau und seinen beiden Töchtern in Frankfurt und trainiert seit Januar 2009 in seiner Freizeit die Kreisoberliga-Mannschaft des FC 1931 Eddersheim.

## Erfolge
Im Mai 1995 wurde sein Tor im Spiel MSV Duisburg gegen Eintracht Frankfurt am 27. Mai 1995 in der Sportschau der ARD zum Tor des Monats gewählt. Nach einem 60-Meter-Solo spielte er fünf Gegenspieler aus und erzielte in der 53. Minute das 3:0 für Frankfurt.
- 45 Einsätze Bundesliga, dabei 4 Tore
- 60 Einsätze 2. Bundesliga, dabei 6 Tore
- 32 Einsätze Regionalliga Süd, dabei 3 Tore